# Sebők György (labdarúgó, 1954)
Sebők György (1954 –) labdarúgó, középpályás.

## Pályafutása
1979 és 1984 között a Bp. Volán játékosa volt. Az élvonalban 1980. március 22-én mutatkozott be a FC Tatabánya ellen, ahol 1–1-es döntetlen született. Összesen 57 élvonalbeli bajnoki mérkőzésen szerepelt és négy gólt szerzett.